# كمون جنيني
الغرس المتأخر أو الكُمون الجنينيّ (بالإنجليزية: Embryonic diapause)‏ هي إستراتيجية إنجابية مُستخدمة من قبل ما يقرب من 100 نوع مختلف من الثدييات في سبعة أو ثمانية رتب. في الكُمون الجنيني، لا يتم غرس الجنين (الكيسة)على الفور الزرع في الرحم بعد التكاثر الجنسي لتكوين الزيجوت، ولكن يتم الاحتفاظ به في حالة من السكون. لا يحدث سوى تطور ضئيل أو لا يحدث تطور على الإطلاق طول فترة عدم التصاق الجنين ببطانة الرحم. كنتيجة فإن فترة الحبل تمتد لفترة معينة من الوقت. 
بعض الثدييات التي تخضع للكمون الجنيني تشمل القوارض والدببة وابن عرس (مثل ابن عرس والغرير)، والجرابيات (مثل الكنغر). بعض الفئات بها نوع واحد فقط من الأنواع التي تخضع للكمون الجنيني، مثل اليحمور من رتبة مزدوجات الأصابع.

## الغرض
قد تخضع الثدييات للكمون الجنيني لتجنب خطر على حياتهم خلال ظروف بيئية غير موائمة. تستخدم الثدييات الكمون الجنيني لتوقيت ولادة النسل في ظروف تمثيل غذائي مواتية و/أو ظروف بيئية مناسبة. يتطلب التكاثر قدر كبير من الطاقة ومن المفيد أن تكون الظروف مثالية (مثل الغذاء المتوفر والطقس المعتدل وفطام الذرية السابقة) لضمان بقاء الذرية على قيد الحياة قبل ولادتها.

## الأنواع
تم تحديد وجود نوعين من الكمون الجنيني.

### الكمون الجنيني الاختياري
الكمون الجنيني الاختياري يُسمى أيضا بالغرس الرضاعي المتأخر لأن تنظيمه يكون بواسطة الرضاعة. إذا حدث جماع الأنثى بينما ما زالت تقوم بالرضاعة لنسل سابق، فإن تحفيز الرضاعة سيؤدي إلى دخول الجنين في كمون جنيني. هذا يحدث في بعض القوارض والحشرات والجرابيات.

### الكمون الجنيني الإلزامي
الكمون الجنيني الإلزامي يُسمى أيضا الغرس الموسمي المتأخر وهو آلية تسمح لبعض الثديات بتحديد توقيت ولادة نسلهم في وقت الظروف البيئية المناسبة. هذه الآلية تحدث بصورة كجزء طبيعي من سلسلة التكاثر في بعض الثديات مثل المدرع وجميع أنواع زعنفيات الأقدام والعديد من فصائل ابن عرس وكل الدببة، ونوع واحد من خفافيش الفاكهة، واليحمور.